# Abkaik
Abkaik, Abqaiq of Buqaiq (Arabisch: بقيق; buqayq; "vader van de zandvliegen") is het grootste olieverwerkingscomplex ter wereld. Het vormt onderdeel van het Saoedische staatsoliebedrijf Saudi Aramco en ligt in het binnenland van de Saoedische provincie Ash Sharqiyah, in de woestijn op ongeveer 60 kilometer ten zuidwesten van de agglomeratie Dharaan-Dammam-Khobar. Het woongedeelte bij het complex heeft een geschatte bevolking van 1950 personen.
Het complex ligt in een gebied met een zeer heet en droog klimaat. De gemiddelde temperatuur in winternachten bedraagt 10°C en de gemiddelde temperatuur op zomerdagen 60°C. Een enkele keer worden er 's winters temperaturen onder nul gemeten. De gemiddelde jaarlijkse neerslag bedraagt 50 tot 70 mm. Regelmatig komen er zandstormen voor.

## Olie-complex
De olie die bij Abkaik wordt verwerkt is afkomstig van ruwe olieproducten (olie, aardgas, water, zand, ed.) die van tevoren zijn verwerkt in een olie en gas reinigings-installatie (GOSP) en vervolgens als zure ruwe olie (sour crude oil; bevat waterstofsulfide) per pijpleiding naar Abkaik wordt getransporteerd. Bij Abkaik wordt de olie vervolgens gestabiliseerd en daarna ofwel overgepompt naar Ras Tanura, vanwaar het wordt geëxporteerd of naar een olieraffinaderij elders in het land, waar de olie verder wordt geraffineerd. Abkaik omvat ook een aantal NGL-fabrieken, waar aardgasvloeistoffen (Natural Gas Liquids) als buteen, propaan en hexaan worden gewonnen uit de olie en worden gestabiliseerd, om vervolgens naar andere installaties elders in het land te worden vervoerd, waar het verder wordt gescheiden en gezuiverd. Abkaik heeft de grootste fabriek voor stabilisatie van olie ter wereld.

### Terroristische aanval
Op 24 februari 2006 deed een groep van moslimterroristen een aanval op de olieverwerkende fabriek in Abkaik met 2 trucks vol explosieven, die echter slechts geringe schade opleverde volgens Saoedische veiligheidsdiensten. Bij de aanval kwamen de twee aanvallers en twee Saoedische veiligheidsagenten om het leven. Door de aanval steeg de olieprijs met twee dollar.

## Wooncomplex
Bij Abkaik bevindt zich een woongedeelte (Aramco-code: AB), een van de vier woongebieden (residential compounds), die zijn aangelegd door Saudi Aramco. De andere drie zijn Dharaan (hoofdbestuur van Aramco) en Ras Tanura (hoofdraffinaderij en oliehaven) ten noordoosten en Udhailiyah ten zuiden van Abkaik.
Abkaik werd gebouwd in de jaren 40 en is net als de overige drie woongebieden omringd door een veiligheidshek, die ongewenste personen zoals terroristen buiten moet houden. Binnen het hek bevindt zich het woongebied, waar Saoedi's met hun grote gezinnen wonen, alsook andere Arabieren, zoals Egyptenaren en Jordaniërs, Indiërs, Pakistani en een klein aantal Britse en Amerikaanse expats. De voertaal in het complex is Engels. Net buiten het complex bevindt zich een kleine madinat (stad), waar zich naast een aantal gebouwen en een moskee ook het hoofdkantoor van de lokale recherche bevindt. In het complex bevindt zich ook een golfbaan met 18 holes, fairways of geolied zand en 'greens' van zand.